# Sumerian Records
Sumerian Records — американский независимый лейбл звукозаписи. Он расположен в Вашингтоне и Лос-Анджелесе. Лейбл основан в 2006 году. Первой неамериканской группой, подписавшей контракт с лейблом, стала Fellsilent из Великобритании в 2008 году. Лейбл заключил сделку с серией видеоигр Rock Band. В играх используются песни групп Asking Alexandria, Veil of Maya, After the Burial, Shieftain.

## Дискография лейбла

### Активные исполнители
| After the Burial               | Rareform - Альбом - Дата выпуска: 22 июля 2008                              | —   | —  | —  | —  | —  | —  |
| After the Burial               | In Dreams - Альбом - Дата выпуска: 23 ноября 2010                           | —   | 3  | 27 | 12 | —  | —  |
| Animals As Leaders             | The Joy of Motion - Альбом - Дата выпуска: 25 марта 2014                    | —   | —  | —  | —  | —  | —  |
| Asking Alexandria              | Stand Up and Scream - Альбом - Дата выпуска: 15 сентября 2009               | —   | 4  | —  | 24 | —  | —  |
| Asking Alexandria              | Life Gone Wild - Мини-альбом - Дата выпуска: 21 декабря 2010                | —   | —  | —  | —  | —  | —  |
| Asking Alexandria              | Reckless & Relentless - Альбом - Дата выпуска: 5 апреля 2011                | 9   | —  | 3  | 2  | 4  | —  |
| Asking Alexandria              | Stepped Up and Scratched - Ремиксовый альбом - Дата выпуска: 21 ноября 2011 | —   | —  | —  | —  | —  | —  |
| Betraying the Martyrs          | Breathe in Life - Альбом - Дата выпуска: 19 сентября 2011                   | —   | —  | —  | —  | —  | —  |
| Borgore                        | Delicious - Мини-альбом - Дата выпуска: 6 июня 2011                         | —   | —  | —  | —  | —  | —  |
| Borgore                        | The Filthiest Hits...So Far - Сборник - Дата выпуска: 26 июля 2011          | —   | —  | —  | —  | —  | —  |
| Born of Osiris                 | The New Reign - Мини-альбом - Дата выпуска: 2 октября 2007                  | —   | —  | —  | —  | —  | —  |
| Born of Osiris                 | A Higher Place - Альбом - Дата выпуска: 7 июля 2009                         | 73  | —  | 8  | 10 | 27 | —  |
| Born of Osiris                 | The Discovery - Альбом - Дата выпуска: 22 марта 2011                        | 87  | —  | 17 | 6  | 23 | —  |
| Capture The Crown              | 'Til Death - Альбом - Дата выпуска: 18 декабря 2012                         | —   | —  | —  | —  | —  | —  |
| Capture The Crown              | Reign Of Terror - Альбом - Дата выпуска: 5 августа 2014 года                | —   | —  | —  | —  | —  | —  |
| Dead Letter Circus             | This Is the Warning - Альбом - Дата выпуска: 14 мая 2010                    | —   | —  | —  | —  | —  | —  |
| Enfold Darkness                | Our cursed Rapture - Альбом - Дата выпуска: 23 ноября 2009                  | —   | —  | —  | —  | —  | —  |
| Evan Brewer                    | Alone - Альбом - Дата выпуска: 28 июня 2011                                 | —   | —  | —  | —  | —  | —  |
| The Faceless                   | Akeldama - Альбом - Дата выпуска: 14 ноября 2006                            | —   | —  | —  | —  | —  | —  |
| The Faceless                   | Planetary Duality - Альбом - Дата выпуска: 11 ноября 2008                   | 119 | 2  | 10 | 19 | —  | —  |
| The Faceless                   | Autotheism - Альбом - Дата выпуска: 14 августа 2012                         | 50  | —  | 13 | 3  | 18 | —  |
| The Francesco Artusato Project | Chaos and the Primordial - Альбом - Дата выпуска: 28 июня 2011              | —   | —  | —  | —  | —  | —  |
| The HAARP Machine              | Disclosure - Альбом - Дата выпуска: 15 октября 2012                         | —   | —  | —  | —  | —  | —  |
| I See Stars                    | 3-D - Альбом - Дата выпуска: 14 апреля 2009                                 | 176 | 5  | 22 | —  | —  | —  |
| I See Stars                    | The End of the World Party - Альбом - Дата выпуска: 22 февраля 2011         | 144 | 1  | 18 | —  | 37 | 23 |
| I See Stars                    | Digital Renegade - Альбом - Дата выпуска: 13 марта 2012                     | 45  | —  | 9  | —  | 15 | —  |
| I the Breather                 | These Are My Sins - Альбом - Дата выпуска: 7 декабря 2010                   | —   | 39 | —  | —  | —  | —  |
| I the Breather                 | Truth and Purpose - Альбом - Дата выпуска: 28 февраля 2012                  | —   | 11 | 36 | 15 | —  | —  |
| Periphery                      | Periphery - Альбом - Дата выпуска: 20 апреля 2010                           | 128 | 2  | 18 | 12 | 39 | —  |
| Periphery                      | The Icarus Lives - Мини-альбом - Дата выпуска: 19 апреля 2011               | —   | —  | —  | —  | —  | —  |
| Periphery                      | Periphery II: This Time It's Personal - Альбом - Дата выпуска: 3 июля 2012  | 44  | —  | 6  | 3  | 17 | —  |
| Poppy                          | I Disagree - Альбом - Дата выпуска: 10 января 2020                          | —   | —  | —  | —  | —  | —  |
| Stick to Your Guns             | For What It's Worth - Альбом - Дата выпуска: 20 февраля 2007                | —   | —  | —  | —  | —  | —  |
| Stick to Your Guns             | The Hope Division - Альбом - Дата выпуска: 1 июня 2010                      | —   | 5  | 33 | 20 | —  | —  |
| Stick to Your Guns             | Diamond - Альбом - Дата выпуска: 27 марта 2012                              | 116 | 1  | 20 | 11 | 30 | —  |
| Stray from the Path            | Villains - Альбом - Дата выпуска: 9 мая 2008                                | —   | —  | —  | —  | —  | —  |
| Stray from the Path            | Make Your Own History - Альбом - Дата выпуска: 26 октября 2009              | —   | —  | —  | —  | —  | —  |
| Stray from the Path            | Rising Sun - Альбом - Дата выпуска: 30 августа 2011                         | —   | 19 | —  | —  | —  | —  |
| Structures                     | Divided by - Альбом - Дата выпуска: 24 октября 2011                         | —   | —  | —  | —  | —  | —  |
| T.R.A.M.                       | Lingua Franca - Альбом - Дата выпуска: 28 февраля 2012                      | —   | —  | —  | —  | —  | —  |
| Upon a Burning Body            | The World is Ours - Альбом - Дата выпуска: 6 апреля 2010                    | —   | 28 | —  | —  | —  | —  |
| Upon a Burning Body            | Red. White. Green. - Альбом - Дата выпуска: 10 апреля 2012                  | 105 | 1  | 20 | 11 | 35 | —  |
| Veil of Maya                   | The Common Man's Collapse - Альбом - Дата выпуска: 1 апреля 2008            | —   | —  | —  | —  | —  | —  |
| Veil of Maya                   | Id - Альбом - Дата выпуска: 6 апреля 2010                                   | 107 | 1  | 16 | 7  | 33 | —  |
| Veil of Maya                   | Eclipse - Альбом - Дата выпуска: 28 февраля 2012                            | 76  | —  | 7  | 3  | 19 | —  |
| Down&Dirty                     |                                                                             |     |    |    |    |    |    |
| Slaughter To Prevail           | Misery Sermon - Альбом - Дата выпуска: 5 мая 2017                           |     |    |    |    |    |    |
| Сборник                        | Summer Slaughter Tour - DVD - Дата выпуска:                                 | —   | —  | —  | —  | —  | —  |
| Bad Omens                      | Bad Omens - Альбом - Дата выпуска: 19 августа 2016                          | —   | —  | —  | —  | —  | —  |
| Palaye Royale                  |                                                                             |     |    |    |    |    |    |

### Бывшие исполнители
| ABACABB                   | Survivalist - Альбом - Дата выпуска: 20 января 2009                           | — | — | — | — | — | — |
| Agraceful                 | Great I Am - Альбом - Дата выпуска: 19 августа 2008                           | — | — | — | — | — | — |
| Bizzy Bone                | Crossroads: 2010 - Альбом - Дата выпуска: 24 августа 2010                     | — | — | — | — | — | — |
| Blackguard                | Profugus Mortis - Альбом - Дата выпуска: 28 апреля 2009                       | — | — | — | — | — | — |
| Broadcast The Nightmare   | Twenty Twelve - Альбом - Дата выпуска: 14 апреля 2009                         | — | — | — | — | — | — |
| Circle of Contempt        | Artifacts in Motion - Альбом - Дата выпуска: 23 ноября 2009                   | — | — | — | — | — | — |
| Conducting from the Grave | When Legends become Dust - Альбом - Дата выпуска: 17 февраля 2009             | — | — | — | — | — | — |
| Conducting from the Grave | Revenants - Альбом - Дата выпуска: 25 октября 2010                            | — | — | — | — | — | — |
| Creature Feature          | The greatest Show unearthed - Альбом - Дата выпуска: 30 октября 2007          | — | — | — | — | — | — |
| Make Me Famous            | It’s Now or Never - Альбом - Дата выпуска: 26 марта 2012                      | — | 5 | — | — | — | — |
| Fellsilent                | The hidden Words - Альбом - Дата выпуска: 3 марта 2009                        | — | — | — | — | — | — |
| Kenotia                   | You've Dug Your Grave, Now Lie in It - Альбом - Дата выпуска: 30 октября 2007 | — | — | — | — | — | — |
| Lower than Atlantis       | World Record - Альбом - Дата выпуска: 25 апреля 2011                          | — | — | — | — | — | — |
| Sea of Treachery          | At Daggers Drawn - Альбом - Дата выпуска: 29 апреля 2008                      | — | — | — | — | — | — |
| Too Pure to Die           | Confidence and Consequence - Альбом - Дата выпуска: 14 ноября 2006            | — | — | — | — | — | — |